# 24 Hores de Montjuïc 1973
L'edició de 1973 de les 24 Hores de Montjuïc fou la 19a d'aquesta prova, organitzada per la Penya Motorista Barcelona al Circuit de Montjuïc el cap de setmana del 7 i 8 de juliol. Era la primera prova de la Copa FIM de resistència d'aquell any.
Fou una edició marcada per la mort de Francesc Cufí, a causa d'un accident patit la matinada de diumenge en fregar la seva Montesa amb la moto d'un contrincant. Evacuat a la cílinica del Dr. Soler-Roig amb fractura de crani, Cufí es morí poc després.

## Classificació general

El Circuit de Montjuïc

| Posició | Pilot 1             | Pilot 2              | Motocicleta | Voltes |
| ------- | ------------------- | -------------------- | ----------- | ------ |
| 1       | Salvador Cañellas   | Benjamí Grau         | Ducati 860  | 720    |
| 2       | Quique De Juan      | Jaume Alguersuari    | Bultaco 360 | 704    |
| 3       | Georges Godier      | Alain Genoud         | Honda       | 702    |
| 4       | Nigel Rollason      | Roger Bowler         | BSA         | 686    |
| 5       | Raimondo Riva       | Luciano Gazzola      | Moto Guzzi  | 683    |
| 6       | Gérard Debrock      | Jean-Claude Chemarin | Honda       | 683    |
| 7       | Dave Potter         | Graham Sharp         | BMW         | 673    |
| 8       | Jean-Philippe Orban | Mark Stinglhamber    | Honda       | 665    |
| 9       | Karl-Heinz Woide    | Horst Glück          | BMW         | 665    |
| 10      | Alexandre Torrado   | Alfons Sala          | Ducati      | 662    |

1. ↑  2.730,667 km totalitzats, a una velocitat mitjana de 113,777 km/h.

## Trofeus addicionals
- XIX Trofeu "Centauro" de El Mundo Deportivo: Ducati (Salvador Cañellas - Benjamí Grau)